# 种族政治
种族政治是指政客利用种族问题来推动议程的政治行为。

## 马来西亚
马来西亚政治人物郑可扬提出：“马来西亚已经实行了51年的种族政治，我们知道这是不利于各种族团结的，因为每个党派都只代表它所代表的种族集团.......当所有种族都加入一个党派时，没有一个人将成为党内的第一.......当一个马来族、华裔或印度裔的英雄很容易，但成为马来西亚的英雄却很难......国家正面临着经济问题，政府和政党提出马来西亚该如何团结人民并面对这些挑战的议程是非常重要的......”
前首相马哈迪·莫哈末女儿玛丽娜·马哈迪写道：“同样的事情发生在我们的国家。不幸的是，种族政治还没有真正平息下去，有些人反应就好像种族清洗刚刚发生一样......”
有人问及倪可汉“你最不喜欢马来西亚人的是什么？”他回答道：“种族政治”。
國際紐約時報的菲利普·鲍灵提到马来西亚的政治组织长期以来一直以种族为主，伊斯兰教有时成为种族政治的一种手段，这是衡量竞争对手对马来种族进步承诺的标准。